# Бої за Аккерман (1918)
Бої за Аккерман — бої за українське місто Аккерман (нині — Білгород-Дністровський), що тривали в січні—березні 1918 року між військами Української Народної Республіки, Совєтської Росії та Королівства Румунія.
У результаті боїв 9 березня 1918 року місто перейшло під румунську окупацію.

## Передумови
У жовтні 1917 року в Кишиневі відбувся з'їзд Військового комітету бесарабських молдаван, де за прикладом Української Центральної Ради в Києві постановили створити вищий орган державної влади — Сфатул Церій (Крайова Рада). Незважаючи на те, що в Аккерманському повіті 49% населення складали українці, Сфатул Церій проголосив Аккерманщину, як і весь Буджак у складі колишньої Бесарабської губернії, своїми землями.
Єдиною військовою силою в Буджаку лишалися військові формування колишньої армії Російської імперії, а саме її Румунський фронт, який очолював генерал Дмитро Щербачов.
23 листопада (6 грудня) 1917 року Симон Петлюра видав наказ про об'єднання військ Румунського та Південно-Західного фронтів у новий Український фронт, який буде підпорядкований не російській більшовицькій, а українській владі. Командувачем фронту, за наполяганням Симона Петлюри, було призначено генерала Дмитра Щербачова.
Тим часом Сфатул Церій закликав «на допомогу» румунську армію. Так, 10 січня 1918 року румунські війська захопили Болград — ця дата є початком інтервенції Румунії в Бесарабії. 22 січня — захопили Ізмаїл, а 15 лютого — Вилкове.
2 лютого (20 січня) 1918 року Аккерманське повітове земське зібрання та Аккерманська міська дума висловилися за приєднання до України, так само як кількома днями раніше це зробила повітова рада селянських депутатів та земельний комітет. В Аккерманському повіті з'явився український комісар.

## Хід подій
Станом на початок 1918 року влада в Аккермані належала місцевому міському есерівському совєту. 28 січня місто зайняли війська Української Народної Республіки.
30 січня в результаті вуличних боїв владу в місті встановили більшовики. На початку лютого вони поставили під свій вплив Революційний штаб 6-ї армії, що входила до складу Румунського фронту. Частини 6-ї армії частково підтримали Українську Центральну Раду, частково — більшовиків. Конфлікт між частинами призводив до збройних сутичок. Частини, вірні УНР, прагнули встановити владу в Аккермані.
З початку березня 1918 року на підступах до Аккерману розгорілися бої. Оборону міста очолив більшовик — комісар Н. Шишман. В Аккерманському повіті провели мобілізацію та створили 1-й Бессарабський полк та Аккерманський фронт. Бійці полку знаходилися на відстані 30 кілометрів від міста, мали сили у 2 тисячі багнетів та тримали оборону Аккермана проти румунської армії до 9 березня 1918 року.